# Eigenmannia limbata
Eigenmannia limbata är en fiskart som först beskrevs av Schreiner och Miranda Ribeiro, 1903.  Eigenmannia limbata ingår i släktet Eigenmannia och familjen Sternopygidae. Inga underarter finns listade i Catalogue of Life.